# Čajetina
Čajetina (in serbo Чајетина?) è una città e una municipalità del distretto di Zlatibor nella parte centro-occidentale della Serbia centrale, al confine con la Bosnia ed Erzegovina.

## Villaggi
- Zlatibor
- Šljivovica – 573 abitanti (nel 2002)